# 艾尔沙伊德
艾尔沙伊德是德国莱茵兰-普法尔茨州的一个市镇。总面积2.38平方公里，总人口46人，其中男性22人，女性24人（2011年12月31日），人口密度19人/平方公里。